# Cuphea cataractarum
Cuphea cataractarum är en fackelblomsväxtart som beskrevs av Richard Spruce och Emil Bernhard Koehne. Cuphea cataractarum ingår i släktet blossblommor, och familjen fackelblomsväxter. Inga underarter finns listade i Catalogue of Life.